# Ледебурия общественная
Ледебурия общественная (лат. L. socialis syn. Scilla socialis, Scilla violacea) — вечнозелёное многолетнее луковичное растение с прямостоячими ланцетными изогнутыми мясистыми светло-серебристыми листьями 10 см длиной, на верхней стороне с большими тёмно-зелёными пятнами, снизу пятна пурпурные. Соцветия из 25—30 колокольчатых цветочков зелёно-пурпурной окраски появляются весной или летом.
Видовой эпитет «socialis» означает «растущий в чистых насаждениях», «доминирующий» или «растущий колониями».
Высота растения 5—10 см.
Мясистые листья собраны в широкие розетки. Серебристые пятна охватывают почти всю поверхность тёмно-зеленых листьев. Листья ланцетные, изгибаются дугой.
Длинные цветоносы искривляются в разные стороны. Рыхлая метёлка соцветий с сиреневыми бутонами и бледными узкими колокольчиками.
Родина: Южная Африка (Капская провинция).
Вид описан в 1870 году.